# كعكة سيدة بلطمور
كعكة سيدة بَلطِمُور هي كعكة طبقات أمريكية ذات تغطية سكرية رقيقة وحشوة فاكهة وجوز. يُعتقد أن الكعكة صُنعت في جنوب الولايات المتحدة في أوائل القرن العشرين لكن أصولها الدقيقة متنازع عليها.